# Riversleigh
Riversleigh, en el noroeste de Queensland, es uno de los más renombrados yacimientos paleontológicos  de Australia. Su superficie de es unos 100 km², contiene los restos de fósiles de mamíferos antiguos, pájaros y reptiles del Oligoceno y del Mioceno. El sitio fue inscrito como Patrimonio de la Humanidad por la Unesco en el año 1994 y es una extensión del parque nacional Boodjamulla.
Los fósiles de Riversleigh se encuentran el la roca caliza, depositados en los fondos de cursos de agua ricos en caliza, y en las cuevas, a su vez el ecosistema variaba de una rica selva tropical a una semiárida pradera. Entre los hallazgos del sitio destacan, treinta y cinco fósiles de murciélagos que ha sido identificados en el sitio, por lo que es el yacimiento más rico del mundo. El cráneo y una dentición, casi completa, de hace quince millones de años de un monotremata, Obdurodon dicksoni, proporciona una ventana en la evolución de este grupo característicamente australiano. También han sido identificados entre la fauna de Riversleigh, los antepasados fósiles del recientemente extinto Thylacinus cynocephalus, conocido comúnmente como lobo de Tasmania, lobo marsupial o tigre de Tasmania.

## Las criaturas de Riversleigh
Mamíferos
- Yalkaparidon, un marsupial extraño.
- Ekaltadeta, una rata canguro carnívora .
- Silvabestius, un wombat gigante.
- Fangaroo, un canguro.
- Wakaleo, un león marsupial.
- Priscileo, un león marsupial.
- Burramys, un possum pigmeo de montaña.
- Nimbacinus, el precursor del tigre de Tasmania.
- Obdurodon, un ornitorrinco gigante.
- Brachipposideros, una especie de murciélago.
- Nimiokoala, un koala antiguo.
- Yarala, un bandicut.
- Paljara, un pequeño posum lanoso.

Aves
- Barawertornis tedfordi, un ave no voladora gigante.
- Pengana, un ave de presa.
- Cacatúa.
- Menura tyawanoides, una ave lira extinta.
- El primer registro de fósil de la familia Orthonychidae familia (logrunner).

Reptiles
- Trilophosuchus, un cocodrilo.
- Baru, el cocodrilo cabeza de cuchilla.
- Montypythonoides, una serpiente pitón de Riversleigh.
- Yurlunggur, Nanowana y Wonambi, serpientes extintas.